# Teistisk evolution
Teistisk evolution og evolutionær kreationisme er den tankegang, der hedder, at de klassiske religiøse belæringer om Gud er forenelige med det moderne videnskabelige forståelse om biologisk evolution.
Opsummeret påstår teistiske evolutionister, at Gud eksisterer og at er Gud er skaberen af alt materiale i universet og implicit alt liv og biologisk evolution er simpelthen en  naturlig proces i denne skabelse. Evolution er ifølge denne opfattelse, kun et redskab, som Gud bruger til at udvikle mennesket. Teistisk evolution følger den videnskabeligt accepterede tidsskala af universet, Jorden og skabelse af liv. 
Tilhængere af teistisk evolution kan ses som en af de grupper, der afviser konflift mellem videnskab og religion - dvs. de mener, at den religiøse lære om skabelsen og den videnskabelige teori om evolution ikke er selvmodsigende. De tidligere tilhængere af denne tankegang, blev oftest beskrevet som "kristne darwinister". En meget lignende tilgang er  evolutionære kreationisme.